# 羅爾吉森河
47°24′32″N 8°05′24″E / 47.408991°N 8.089930°E

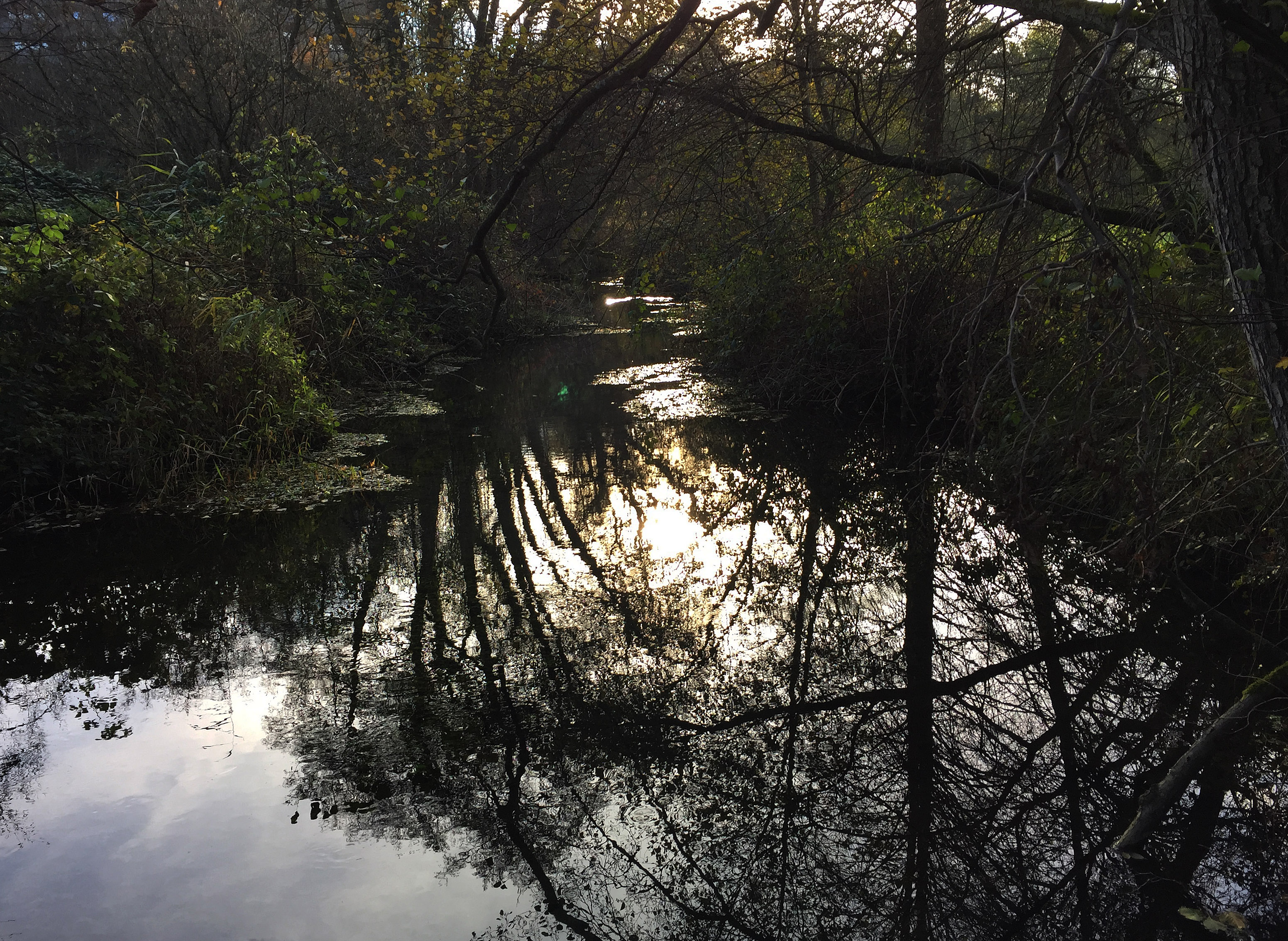

羅爾吉森河是瑞士的河流，位於該國北部，流經阿爾高州，屬於阿勒河的支流，河道全長2公里，流經阿勞地區，屬於萊茵河流域的一部分。